# Episodi di CHiPs (quarta stagione)
La quarta stagione della serie televisiva CHiPs, composta da 21 episodi,è stata trasmessa negli Stati Uniti dal canale NBC dal 21 settembre 1980 al 17 maggio 1981.
Questa stagione segna l'inizio delle puntate più moderne di CHiPs. Le puntate si svolgono soprattutto nei pressi del porto, nelle zone di Long Beach, abbandonando l'originale autostrada in cui si svolgevano le puntate della prima e seconda serie.
| Nº | Titolo originale                                      | Titolo italiano               | Prima TV          | Prima TV Italia |
| -- | ----------------------------------------------------- | ----------------------------- | ----------------- | --------------- |
| 1  | Go-Cart Terror                                        | Il terrore del go-cart        | 21 settembre 1980 |                 |
| 2  | Sick Leave                                            | Una vita da salvare           | 28 settembre 1980 |                 |
| 3  | To Your Health                                        | Un incontro salutare          | 5 ottobre 1980    |                 |
| 4  | The Poachers                                          | Bracconieri                   | 19 ottobre 1980   |                 |
| 5  | The Great 5K Star Race and Boulder Wrap Party: Part 1 | La grande festa (parte 1)     | 7 dicembre 1980   |                 |
| 6  | The Great 5K Star Race and Boulder Wrap Party: Part 2 | La grande festa (parte 2)     | 7 dicembre 1980   |                 |
| 7  | Satan's Angels                                        | Gli angeli di Satana          | 14 dicembre 1980  |                 |
| 8  | Wheels of Justice                                     | Il metodo Getraer             | 21 dicembre 1980  |                 |
| 9  | Crash Course                                          | Percorso catastrofico         | 4 gennaio 1981    |                 |
| 10 | Forty Tons of Trouble                                 | Quaranta tonnellate di guai   | 11 gennaio 1981   |                 |
| 11 | 11-99: Officer Needs Help                             | Un agente ha bisogno di aiuto | 18 gennaio 1981   |                 |
| 12 | Home Fires Burning                                    | Chi brucia le roulottes?      | 1º febbraio 1981  |                 |
| 13 | Sharks                                                | Squali                        | 22 febbraio 1981  |                 |
| 14 | Ponch's Angels: Part 1                                | L'angelo di Ponch (parte 1)   | 28 febbraio 1981  |                 |
| 15 | Ponch's Angels: Part 2                                | L'angelo di Ponch (parte 2)   | 1º marzo 1981     |                 |
| 16 | Karatè                                                | Karatè                        | 8 marzo 1981      |                 |
| 17 | New Guy in Town                                       | Un tipo nuovo in città        | 15 marzo 1981     |                 |
| 18 | The Hawk and the Hunter                               | Il falco e il cacciatore      | 5 aprile 1981     |                 |
| 19 | Vigilante                                             | I vigilanti                   | 3 maggio 1981     |                 |
| 20 | Dead Man's Riddle                                     | L'indovinello del morto       | 10 maggio 1981    |                 |
| 21 | A Simple Operation                                    | Una semplice operazione       | 17 maggio 1981    |                 |

## Il terrore del go-cart
- Titolo originale: Go-Cart Terror
- Diretto da: John Florea
- Scritto da: Rick Rosner e James Schmerer

### Trama
Jon e Ponch si ritrovano a rincorrere un ragazzo in go-kart che si scopre far parte della squadra da corse della polizia stradale da loro gestita mentre una gang di ladri usa un camion per svaligiare i negozi della città.

## Una vita da salvare
- Titolo originale: Sick Leave
- Diretto da: John Florea
- Scritto da: Larry Alexander e Rick Rosner

### Trama
Andy, collega di Jon e Ponch, ha un tumore al cervello che in poco tempo lo porterà alla morte. Ma il destino gli riserverà, in servizio, una morte eroica.

## Un incontro salutare
- Titolo originale: To Your Health
- Diretto da: John Florea
- Scritto da: John Huff, L. Ford Neale e James Schmerer

### Trama
Jon e Ponch aiutano un agricoltore e sua sorella, vittime di misteriosi incidenti che sembrano sabotaggi. Impareranno qualcosa sul cibo salutista.

## Bracconieri
- Titolo originale: The Poachers
- Diretto da: Barry Crane
- Scritto da: Marshall Herskovitz e Rick Rosner

### Trama
Jon e Ponch si trovano per caso a scoprire due bracconieri, che cacciano animali selvatici nelle riserve indiane, e poi ne vendono la carne.

## La grande festa (parte 1)
- Titolo originale: The Great 5K Star Race and Boulder Wrap Party: Part 1
- Diretto da: Gordon Hessler
- Scritto da: Rudolph Borchert e Rick Rosner

### Trama
Per raccogliere fondi, Ponch organizza una gara di biciclette con personaggi famosi. Intanto un uomo telefona ai CHiPs per un masso pericolante.

## La grande festa (parte 2)
- Titolo originale: The Great 5K Star Race and Boulder Wrap Party: Part 2
- Diretto da: Gordon Hessler
- Scritto da: Rudolph Borchert e Rick Rosner

### Trama
Milton Berle, star tv, accetta di partecipare alla corsa in bici organizzata da Ponch, ma è anche preoccupato per il masso che minaccia la sua casa.

## Gli angeli di Satana
- Titolo originale: Satan's Angels
- Diretto da: Phil Bondelli
- Scritto da: William Douglas Lansford e Rick Rosner

### Trama
Mentre Ponch e Jon volano con degli ultraleggeri, Bonnie salva due ragazze da una banda di motociclisti, ma viene rapita.

## Il metodo Getraer
- Titolo originale: Wheels of Justice
- Diretto da: Gordon Hessler
- Scritto da: John Huff, L. Ford Neale e Rick Rosner

### Trama
Alcuni neonati devono essere trasferiti da un ospedale ad un altro. Ma l'ambulanza ha un incidente, e bisogna portarli alla Centrale, dove nessuno sa come occuparsene.

## Percorso catastrofico
- Titolo originale: Crash Course
- Diretto da: Phil Bondelli
- Scritto da: John Huff, L. Ford Neale e Rick Rosner

### Trama
Proprio quando Jon viene ricevuto dal direttore della sua banca, un ladro d'auto convertitosi alle rapine tenta il colpo in quella banca.

## Quaranta tonnellate di guai
- Titolo originale: Forty Tons of Trouble
- Diretto da: Gordon Hessler
- Scritto da: Rick Rosner e James Schmerer

### Trama
La squadra di Jon e Ponch deve fermare una banda di ladri che sta sottraendo prezioso materiale da una ditta di costruttori.

## Un agente ha bisogno di aiuto
- Titolo originale: 11-99: Officer Needs Help
- Diretto da: Phil Bondelli
- Scritto da: Kenneth Dorward e Rick Rosner

### Trama
Grossie è in difficoltà. Ma grazie a un nuovo segnalatore d'emergenza appena adottato, Ponch, Jon e altri corrono a aiutarlo.

## Chi brucia le roulottes?
- Titolo originale: Home Fires Burning
- Diretto da: Charles Bail
- Scritto da: Rex Benson, Judith Dark e Rick Rosner

### Trama
Due tizi bruciano alcune roulotte per intascare i soldi dell'assicurazione. Ma commettono un tragico errore.

## Squali
- Titolo originale: Sharks
- Diretto da: Phil Bondelli
- Scritto da: Rick Rosner e Frank Telford

### Trama
Alla fine di una giornata dedicata alle immersioni in mare, Jon e Ponch si accorgono della presenza di una nave di contrabbandieri. Ma non possono seguirla.

## L'angelo di Ponch (parte 1)
- Titolo originale: Ponch's Angels: Part 1
- Diretto da: John Florea
- Scritto da: Rudolph Borchert e Rick Rosner

### Trama
Ponch e Jon sono assegnati per addestrare le prime agenti del CHP in motocicletta.

## L'angelo di Ponch (parte 2)
- Titolo originale: Ponch's Angels: Part 2
- Diretto da: John Florea
- Scritto da: Rudolph Borchert e Rick Rosner

### Trama
Le nuove agenti indagano su una coppia di ladri che operano in un grande porto turistico.

## Karatè
- Titolo originale: Karatè
- Diretto da: Leslie H. Martinson
- Scritto da: Frank Chase e Rick Rosner

### Trama
Jon e Ponch sono sulle tracce di una banda di ladri di auto; ma non riescono a prenderli perché sono protetti da un vecchio nemico di Ponch, Andy Macedonia.

## Un tipo nuovo in città
- Titolo originale: New Guy in Town
- Diretto da: Arnold Laven
- Scritto da: Larry Alexander e Rick Rosner

### Trama
Un nuovo agente dalla personalita' decisamente misteriosa aiuta Jon e Ponch a dare la caccia a un criminale.

## Il falco e il cacciatore
- Titolo originale: The Hawk and the Hunter
- Diretto da: Leslie H. Martinson
- Scritto da: Rick Mittleman e Rick Rosner

### Trama
Barizca, preoccupato per i problemi che ha suo padre, provoca ripetuti incidenti e annuncia le sue dimissioni. Ma Jon e Ponch intervengono.

## I vigilanti
- Titolo originale: Vigilante
- Diretto da: Arnold Laven
- Scritto da: Stephen Lord e Rick Rosner

### Trama
Getraer e la sua famiglia vengono minacciati da uno sconosciuto al telefono. Saranno Jon e Ponch ad indagare sulla questione, potenzialmente pericolosissima.

## L'indovinello del morto
- Titolo originale: Dead Man's Riddle
- Diretto da: Michael Caffey
- Scritto da: James Doherty, William D. Gordon e Rick Rosner

### Trama
Un membro della commissione che deve stabilire cause e modalità di un incidente, forse è coinvolta nel caso. Era lei alla guida di una delle auto ?

## Una semplice operazione
- Titolo originale: A Simple Operation
- Diretto da: Leslie H. Martinson
- Scritto da: Rick Rosner, James Schmerer

### Trama
Getraer, ricoverato per delle gravi ferite agli occhi, è in pericolo: un sicario è convinto che l'abbia visto mentre uccideva il suo vicino di letto.